# Iglesia de Saint-Étienne (Nevers)
La iglesia de Saint-Étienne es una iglesia románica en Nevers (Borgoña), construida en la segunda mitad del siglo XI. De la época cluniacense con influencias auvernesas y burguiñonas, es una de las más bellas y mejor conservadas de Francia.
Para Viollet-le-Duc, por su pureza de estilo y su disposición arquitectónica:
"El monumento más perfecto que el siglo XI ha dejado en Francia."

## Historia

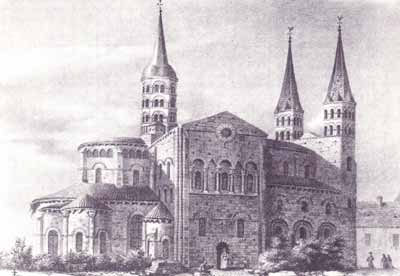
Iglesia prioral antes de 1792.

Esta iglesia fue uno de los puntos de paso más importantes en uno de los cuatro caminos a Santiago de Compostela, el que comenzaba en Vézelay. El priorato fue fundado por el conde Guillermo I de Nevers, que lo coloca bajo la autoridad de Cluny. La iglesia prioral fue construida entre 1063 y 1097, momento en que el abad de Cluny Hugo de Semur estaba considerando la construcción de Cluny III, que comenzaría en 1088. Es probable que la construcción de esta iglesia preparase el camino hacia el gigantismo de Cluny.
La historia de la iglesia de Saint-Etienne se inicia a principios del siglo VII cuando se funda una comunidad de mujeres bajo la regla de los monjes irlandeses de San Columbano, en el lugar, situado en las afueras de la ciudad y por tanto, expuestos a las invasiones. Era una iglesia rica, dedicada a Jesucristo, la Virgen, San Esteban, el primer mártir, San Juan y a los Santos Inocentes. Después de muchas vicisitudes y destrucciones en los siglos siguientes, abadía declina y deja de mencionarse hasta que los canónigos de San Silvestre se instalan allí en 1063 a petición del obispo Hugo de Champallement. En 1068 son reemplazados por monjes benedictinos como resultado de ciertas disensiones que enfrentaron al prior con los clérigos. La iglesia se termina en 1097 y es consagrada ese mismo año por el obispo Yves de Chartres.
La iglesia fue desacralizada durante la Revolución Francesa y se transformó en granero. Sus tres campanarios románicos y el nártex fueron destruidos en 1792. Se convirtió en una iglesia parroquial en 1798 y fue clasificada como monumento histórico en 1840.

## Arquitectura

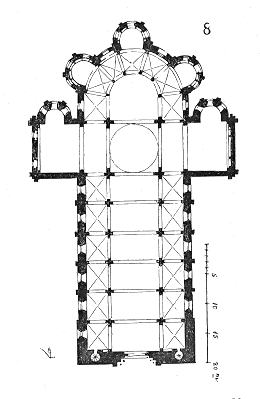
Planta de la iglesia por Viollet-le-Duc.

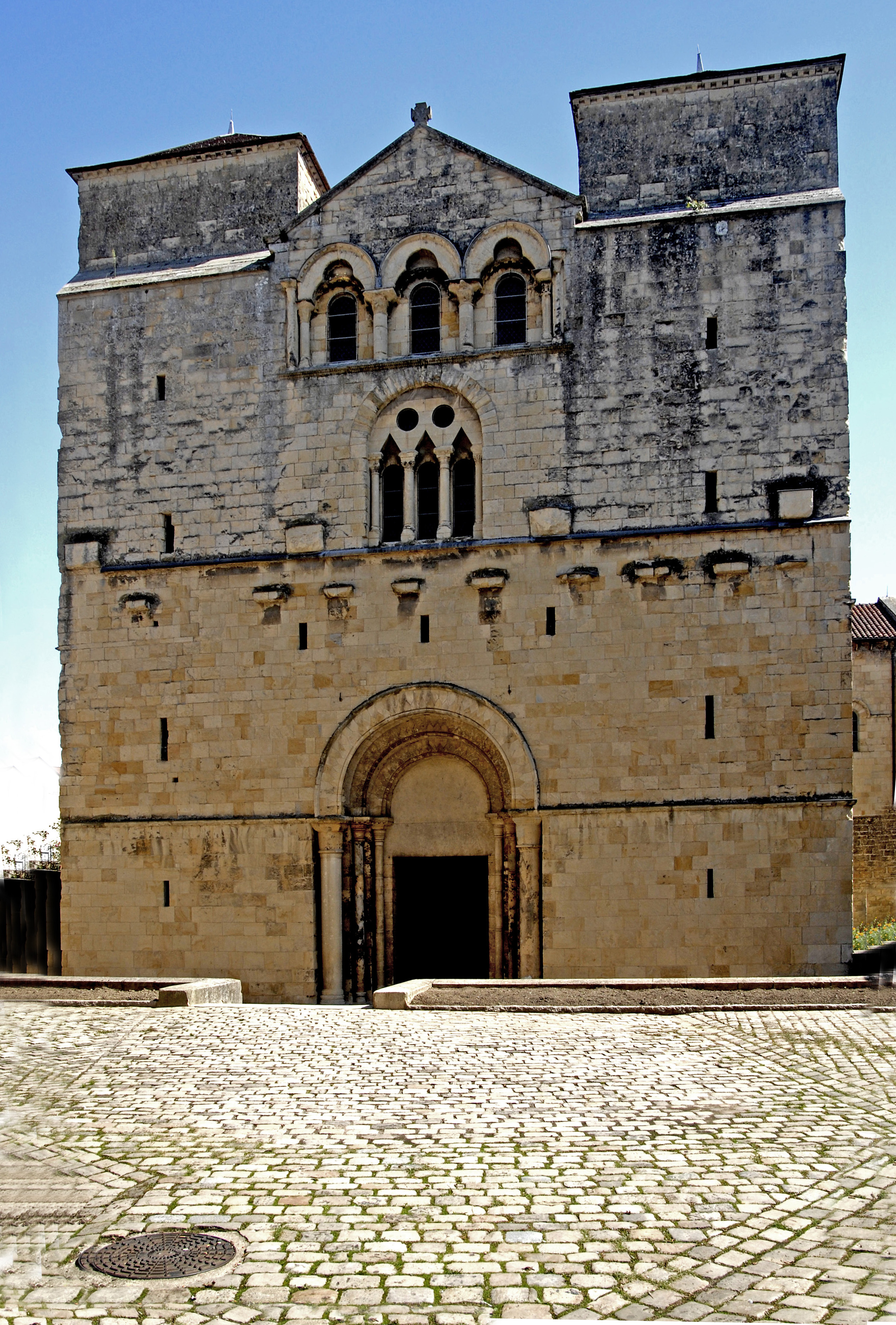
Fachada actual de la iglesia de Saint-Étienne de Nevers.

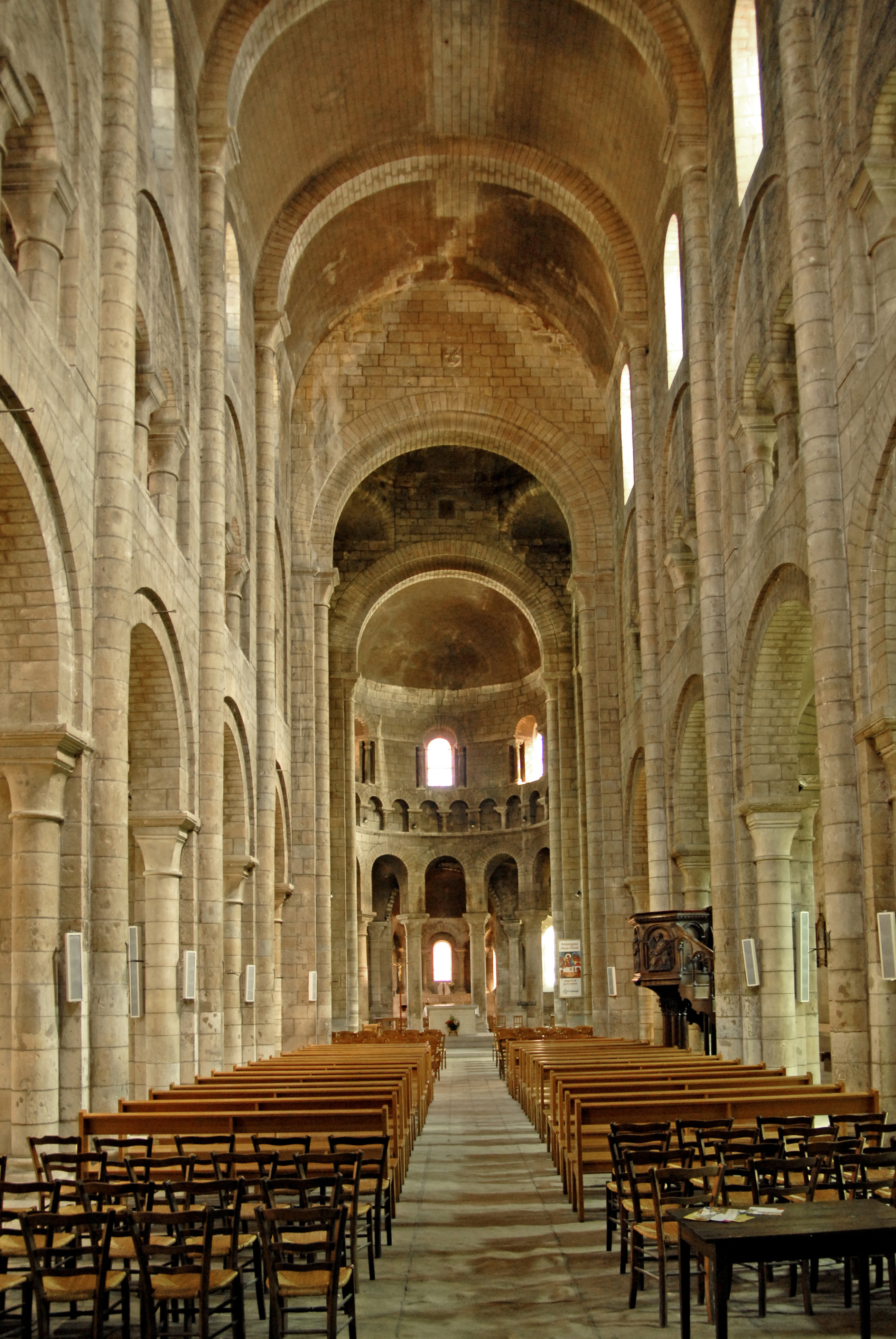
Nave central y presbiterio.

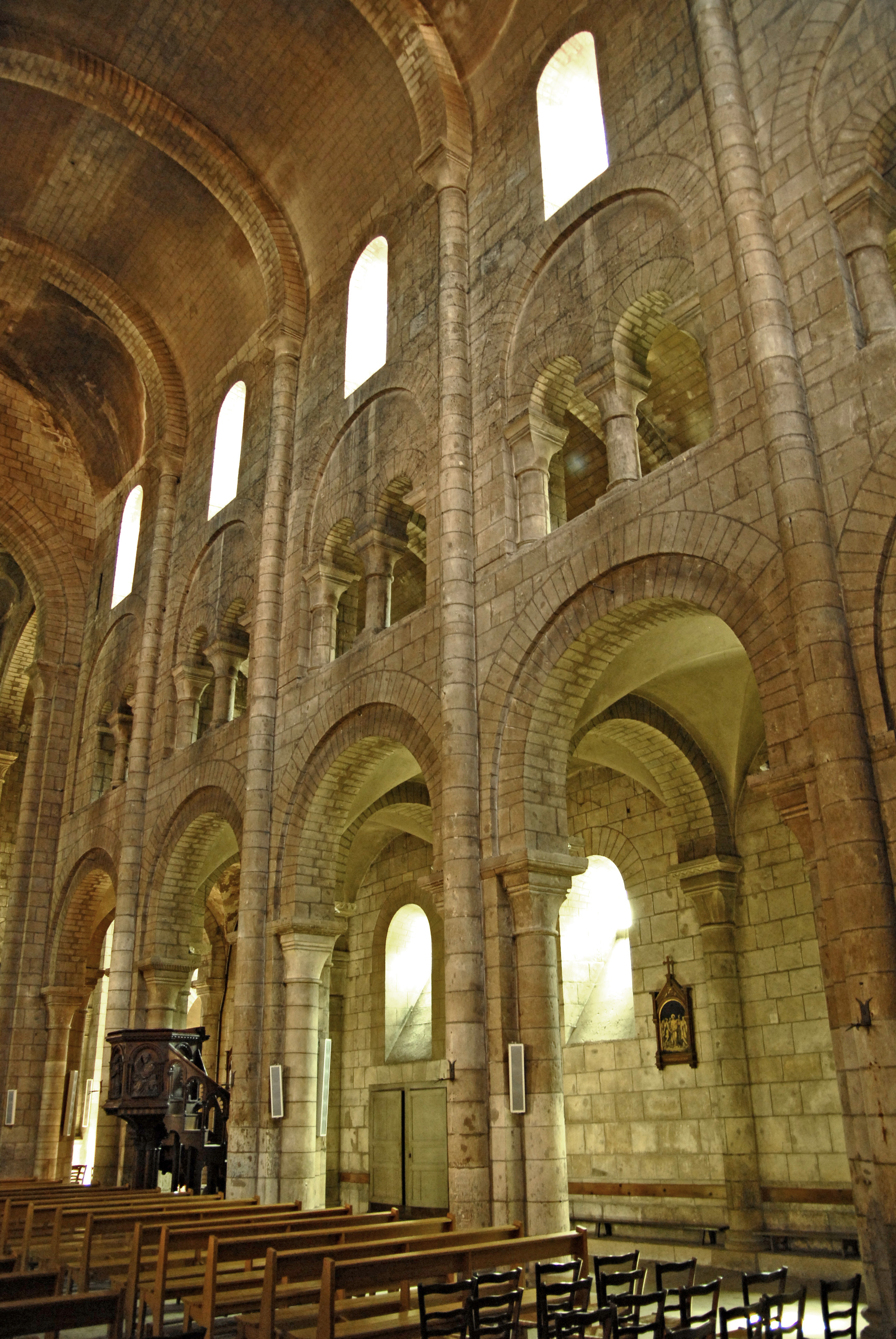
Nave central de la iglesia con bóveda de cañón y arcos fajones.

Las base arquitectura de la iglesia está plenamente imbricada con el movimiento cluniacense de finales del siglo XI. La planta de cruz latina del edificio muestra una iglesia románica desarrollada. Su interior es muy sobrio y prácticamente carece de elementos decorativos.
Consta de tres naves con seis tramos, de los cuales el primero estuvo coronado por dos campanarios románicos, las laterales coronadas por tribunas. Amplio transepto con crucero cuadrado cubierto con cúpula sobre trompas, con absidiolos orientados en los dos brazos. El coro está constituido por un ábside semicircular con deambulatorio y tres capillas radiales. Es un modelo de planta en el siglo XI de las grandes iglesias románicas de peregrinación de Francia del siglo XII, como las de Toulouse o Conques, o las borgoñonas de Beaune y Paray-le-Monial.
La nave es singularmente relevante por su elevación hasta los 18 m y su estructura en tres niveles (arcadas / tribuna / ventanas altas) sostenidos por arcos fajones que descansan sobre largas columnas adosadas, bajo una bóveda de cañón, lo que permite un gran volumen y una iluminación directa a través de tribunas abovedadas. Las naves laterales se cubren con bóvedas de arista y las tribunas con bóvedas de cuarto de cañón que se apoyan en la parte más alta de los muros.
El presbiterio eso tiene
```
también tres niveles. Las arcadas son como las de la nave pero mucho más estrechas y encima, una 
arcada ciega
 y sobre ella, cinco ventanas altas por las que se ilumina el espacio sagrado.
```

En el exterior destaca su cabecera con cinco absidiolos y la cuidada labra de los sillares de piedra de tonos dorados, aunque da una sensación algo pesada por faltar los pisos superiores de las torres laterales que fueron destruidas durante la Revolución.